# Latinisches Bürgerrecht
Das  Latinische Bürgerrecht, auch Latinisches Recht (lateinisch ius Latii), war im Römischen Reich zunächst das Bürgerrecht der Latiner, der Bundesgenossen Roms. Es entsprach in seinen Rechten weitgehend, aber nicht vollständig, dem römischen Bürgerrecht. Später verlieh die römische Verwaltung das latinische Bürgerrecht auch an Bewohner der römischen Provinzen, die noch nicht das volle römische Bürgerrecht erhalten sollten.

## Geschichte
Während der römischen Eroberung Italiens im 5. Jahrhundert v. Chr. wurde neben dem römischen Bürgerrecht ein neues Bürgerrecht für die latinischen Bundesgenossen Roms geschaffen. Es stellte ihre Bürger den Römern mit privatrechtlicher Wirkung gleich. Sie durften die römische Volksversammlung besuchen und erwarben durch Übersiedelung nach Rom automatisch das römische Bürgerrecht. 
Daneben gab es eine zweite Gruppe von Gemeinden latinischen Rechts: Es waren die Siedlungen, die Rom als Kolonien anlegte. Die Bürger dieser Kolonien genossen in etwa die gleichen Rechte wie die Altlatiner (sogenannte Latinität). Solche Kolonien mit latinischem Bürgerrecht gab es vor allem in Spanien, Nordafrika und Südfrankreich.
An der Frage des gleichberechtigten Bürgerrechts für Bundesgenossen entzündete sich gegen Ende der Republik der Bundesgenossenkrieg (91–88 v. Chr.), der durch die lex Plautia Papiria aus dem Jahr 89 v. Chr. beendet wurde, das allen freien Bewohnern Italiens südlich des Po das römische Bürgerrecht verlieh. Im gleichen Jahr wurde mit der lex Pompeia de Transpadanis („über die Transpadaner“) des Konsuls Gnaeus Pompeius Strabo den Bewohnern nördlich des Po das latinische Bürgerrecht verliehen. Gaius Iulius Caesar weitete das römische Bürgerrechtsgebiet dann vier Jahrzehnte später bis an den Alpenrand aus; die ihm nachfolgenden Herrscher Roms verliehen in der Folgezeit auch diversen Städten in den restlichen Provinzen des Reiches das latinische Bürgerrecht. Üblicherweise erhielten die ranghöchsten Amtsinhaber dieser Orte, die Magistrate beziehungsweise in manchen Fällen auch sämtliche Mitglieder des Stadtrats (Dekurionen), das reguläre römische Bürgerrecht. Damit konnten sie, anders als ihre nur mit dem latinischen Bürgerrecht ausgestatteten Mitbürger, auch in den Ritter- und Senatorenstand aufsteigen.
Im Lauf der römischen Kaiserzeit erhielten immer mehr Personen und Personengruppen das römische Bürgerrecht, bis es durch die Constitutio Antoniniana des Jahres 212 fast allen freien Reichsbewohnern verliehen wurde, so dass das latinische Bürgerrecht weitgehend seine Bedeutung verlor.